# Bruno Saltor
Bruno Saltor Grau (Móra d'Ebre, Tarragona, 1 de octubre de 1980) es un exfutbolista y entrenador español que jugaba como defensa. Actualmente es asistente técnico de Graham Potter en el West Ham United Football Club de la Premier League de Inglaterra.
Como jugador, su posición era la de lateral derecho y su último equipo fue el Brighton & Hove Albion Football Club donde se retiró al finalizar su carrera como futbolista. Posteriormente, inició su trayectoria como entrenador, formando parte del cuerpo técnico del Brighton y después ejerciendo como entrenador interino del Chelsea FC de la Premier League.

## Trayectoria

### Como jugador
Se formó en las categorías inferiores del Flix y del Olimpic Mora d'Ebre. En el primer año de juveniles pasó a formar parte del Club Atlètic Segre, donde subió del equipo C al A en un mismo año. Allí la UE Lleida se fijó en él y le fichó. En el año 1997 fichó por el Real Club Deportivo Espanyol Juvenil. Bruno siempre jugó de interior o de mediapunta. En el año 2000, un día antes de cumplir 20 años, debutó con el primer equipo en Montjuïc, contra el Rayo Vallecano.
En el año 2001 se fue cedido al Nástic de Tarragona, en segunda A y volvió al Espanyol B para, en el 2003, fichar por la UE Lleida, donde permaneció 3 años. En este equipo fue cuando empezó a jugar en el lateral derecho.
En el año 2006 fichó por la UD Almería, consiguiendo finalmente el ascenso a la Primera División de España. Tras 3 temporadas con en el conjunto almeriense, en 2009, firma un pre-acuerdo con el Real Betis Balompié que se rompe al bajar este a Segunda División, si bien sus derechos federativos siguieron perteneciendo a una empresa de Manuel Ruiz de Lopera, presidente de dicho club, hasta que el Valencia CF se hizo con sus servicios para las siguientes tres temporadas tras abonar 1,5 millones de euros a la compañía del mandatario bético.
En junio de 2012 ficha por el Brighton & Hove Albion, equipo en el que permanecería durante 7 temporadas, alcanzando el estatus de jugador leyenda del club. El 10 de mayo de 2019 anunció su retirada como futbolista profesional al finalizar la temporada. Acabaría su carrera en el Brighton el 12 de mayo en el partido frente al Manchester City de la jornada 38 de la Premier League, con la amplia derrota 1-4 en el Falmer Stadium, saliendo ovacionado en el minuto 83 como capitán.

#### Selección autonómica
Ha jugado con la selección de fútbol de Cataluña en distintas ocasiones.

### Como entrenador
En junio de 2019, Bruno fue nombrado entrenador de desarrollo de jugadores del Brighton & Hove Albion.
El 8 de septiembre de 2022, Bruno se convierte en entrenador asistente de Graham Potter en el Chelsea FC.
El 2 de abril de 2023, tras el despido de Graham Potter del club inglés, Bruno fue nombrado entrenador interino del Chelsea FC.

## Clubes

### Como jugador
| Club                   | País       | Año       | Partidos | Goles |
| ---------------------- | ---------- | --------- | -------- | ----- |
| RCD Espanyol B         | España     | 2000-2001 | 47       | 3     |
| RCD Espanyol           | España     | 2001-2002 | 2        | 0     |
| Gimnàstic de Tarragona | España     | 2001-2002 | 14       | 0     |
| RCD Espanyol B         | España     | 2002-2003 | 31       | 3     |
| UE Lleida              | España     | 2003-2006 | 120      | 1     |
| UD Almería             | España     | 2006-2009 | 109      | 0     |
| Valencia CF            | España     | 2009-2012 | 80       | 1     |
| Brighton & Hove Albion | Inglaterra | 2012-2019 | 235      | 6     |

### Como entrenador
| Club               | País       | Año  |
| ------------------ | ---------- | ---- |
| Chelsea (Interino) | Inglaterra | 2023 |

## Estadísticas como entrenador
| Chelsea Inglaterra | 1.ª   | 2022-23 | 1 | 0 | 1 | 0 | Int. | - | - | - | - | - | - | - | - | - | - | - | - | - | 1 | 0 | 1 | 0 | 33.33% | 0 | 0 | +0 |
| Chelsea Inglaterra | Total | Total   | 1 | 0 | 1 | 0 | -    | - | - | - | - | - | - | - | - | - | - | - | - | - | 1 | 0 | 1 | 0 | 33.33% | 0 | 0 | +0 |

### Resumen por competiciones
| Competición    | Partidos | Ganados | Empatados | Perdidos | Ganados % |
| -------------- | -------- | ------- | --------- | -------- | --------- |
| Premier League | 1        | 0       | 1         | 0        | 33.33%    |
| Total          | 1        | 0       | 1         | 0        | 33.33%    |